# Julio Pinedo
Julio Pinedo y Pinedo (ur. 19 lutego 1942 w Mururacie) – boliwijski rolnik, król społeczności afroboliwijskiej od 1992.
Jest potomkiem niewolników, a tradycja ustna przypisuje mu pochodzenie od afrykańskiego księcia. W 1992 i 2007 był koronowany na króla Afroboliwijczyków. Podczas drugiej ceremonii został oficjalnie uznany przez władze państwowe. Nie ma władzy politycznej, ale kierowana przez niego instytucja wpisuje się w proces emancypacji Afroboliwijczyków. Cieszy się znacznym zainteresowaniem medialnym – jest bohaterem filmu dokumentalnego „El rey negro” z 2018 roku.

## Życiorys

### Pochodzenie
Zgodnie z tradycją ustną ma być potomkiem afrykańskiego księcia sprzedanego w niewolę, następnie zaś sprowadzonego do Mururaty do pracy w posiadłościach Ignacia Pinedo de Mustafy. Ten sam przekaz ustny mówi o tym, że miało to mieć miejsce w XVII lub XVIII wieku. Inne wersje przesuwają początki rodu, z którego ma się wywodzić Pinedo, na wiek XIX. Niezależnie od dokładnego momentu osiedlenia się w Boliwii, przodkowie Pinedy są ściśle związani z tradycją koronacji królewskich, żywą pośród Afroboliwijczyków. Tradycja ta sięga okresu wczesnej republiki boliwijskiej bądź nawet hiszpańskich rządów kolonialnych. Jednocześnie wzmianki źródłowe o królach poprzedzających Bonifacia, dziadka Pinedy, są dość rzadkie.
Przekaz ustny umiejscawia jego afrykańskich przodków na terenach współczesnego Senegalu. Czasem pojawia się w tym kontekście także Kongo. Wedle części tradycji mieli się wywodzić z ludu Kongo.

### Ceremonie koronacyjne i uznanie państwowe
Dwukrotnie koronowany na króla Afroboliwijczyków. Pierwsza ceremonia miała miejsce 18 kwietnia 1992 roku i doszła do skutku dzięki pomocy właściciela domu dawnej hacjendy w Mururacie, Martína Careagi. Człowiek ten darzył społeczność afroboliwijską sympatią i pragnął pomóc jej ożywić tradycję ustną dotyczącą koronacji królewskich. Ta bowiem, po śmierci ostatniego monarchy w 1954, zaczynała powoli zamierać i popadać w zapomnienie. Careaga zawodowo związany był z boliwijską branżą turystyczną, jego entuzjazm wobec projektu koronacji można wyjaśnić zatem również i ogromnym potencjałem samego przedsięwzięcia jako atrakcji turystycznej. Skontaktował się z prefekturą departamentu La Paz i zasugerował, by ta zorganizowała koronację Pinedy – jako prawowitego dziedzica tronu oraz wnuka Bonifacia, poprzedniego króla. To z kolei, że jego oferta wsparcia została ciepło przyjęta przez samych Afroboliwijczyków, może wynikać choćby z tego, że wpisała się ona w podejmowane przed nich samych wysiłki na rzecz odrodzenia własnej kultury. Wskazywano też, że pragnienie wskrzeszenia instytucji monarchii, obecne zwłaszcza wśród aktywnej społecznie młodzieży afroboliwijskiej, miało w sobie odcień polityczny.
Drugą koronację z kolei rozpatruje się już wyłącznie w kontekście głębokich zmian politycznych, które zaszły w Boliwii po dojściu do władzy Evo Moralesa w 2006 roku. Do koronacji doszło 3 grudnia 2007. Przeprowadził ją prefekt departamentu La Paz José Luis Paredes Muñoz we współpracy i przy wsparciu Movimiento Cultural Saya Afroboliviano. Uznał tym samym oficjalnie królewski tytuł Pinedy. Wydana kilkanaście dni wcześniej rezolucja prefekturalna numer 2033 stwierdzała, że Julio Pinedo jest potomkiem pierwszego sprzedanego w niewolę króla, który przybył do regionu z plemienia zamieszkującego afrykańskie Kongo. Stwierdzała także, iż monarsze należy się szacunek i uznane, które winny być mu okazywane przez całą boliwijską populację.
Zauważono przy tym, iż druga ceremonia koronacyjna po raz pierwszy odbyła się w La Paz, nie zaś w Mururacie. Na uroczystości pojawili się liczni Afroboliwijczycy, co nadało jej ponadregionalny charakter. Koronacji królewskiej towarzyszyły tradycyjne występy taneczne, jak również bicie w bębny. Miała być wydarzeniem przeprowadzonym z inicjatywy społeczności afroboliwijskiej, reprezentowanej w procesie przygotowań przez dwóch oficjalne wyznaczonych przedstawicieli. Szaty noszone przez Pinedę przy tejże okazji były dziełem boliwijskiej projektantki Beatriz Canedo Patiño. Artystka, tworząc je, inspirowała się wieloma szatami używanymi przez królów władających obszarami wchodzącymi w skład Konga belgijskiego. Wśród tych szat była biała tunika, identyczna z tymi używanymi w Afryce, ale wykonana w całości z boliwijskiej tkaniny. Wierzchnia strona szat była czerwona; sporządzono ją w całości z bawełny. W kostiumie użyto także materiału przypominającego swym wyglądem tygrysią skórę.
Na uroczystościach koronacyjnych nie pojawił się natomiast sam boliwijski prezydent. Nieobecność ta nie wpłynęła wszelako w żaden sposób na postępujący proces emancypacji politycznej Afroboliwijczyków. Proces, którego jednym z oczywistych przejawów była właśnie druga, w końcu znacznie już bardziej sformalizowana koronacja Pinedy. Ustawa numer 34 z 2008 roku uznała społeczność afroboliwijską za odrębny lud. Przyjęta w roku 2009 nowa ustawa zasadnicza określa Boliwię jako państwo wielonarodowe, wprost wspominając w tym kontekście także o Afroboliwijczykach oraz zrównując ich w prawach z innymi pierwotnymi oraz rdzennymi narodami Boliwii.

### Aktywność

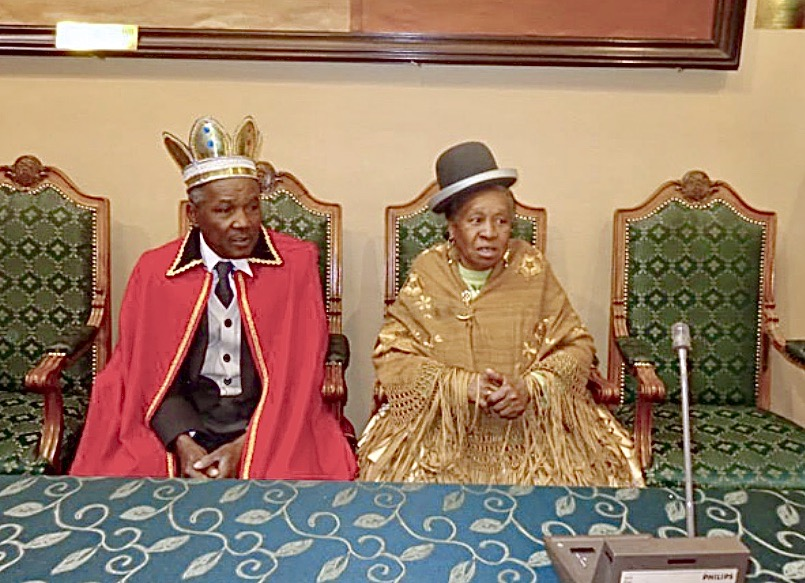
Pinedo wraz z żoną

Koronacje, czy nawet państwowe uznanie, nie zmieniły zasadniczo życia Pinedy. Wciąż pozostaje on nade wszystko rolnikiem. Jest to zresztą spójne z tym, że sama społeczność afroboliwijska wciąż umieszczana jest wśród biedniejszych ludów zamieszkujących współczesne państwo boliwijskie. Jako król i reprezentant społeczności afroboliwijskiej bywa zapraszany na rozmaite wydarzenia kulturalne czy polityczne. Odwiedzają go niekiedy turyści czy naukowcy różnych specjalizacji. Jedno z pomieszczeń w mieszkaniu monarchy przekształcono w miniaturowe muzeum, w którym można zobaczyć zdjęcia, wycinki z gazet czy też ceremonialne szaty królewskie. Monarcha posługuje się specjalnie dla niego zaprojektowanym herbem, którego dewiza brzmi prowadzą mnie moi przodkowie. Ma również stronę internetową informującą o historii oraz działalności monarchii afroboliwijskiej. W istocie jest ona dziełem obcokrajowców związanych z kilkoma ambasadami. Pineda jest jedynie bardzo oględnie świadomy jej istnienia. Nie ma władzy politycznej, jest raczej symbolem łączności z tradycjami wywodzących się z Afryki przodków.
Jednocześnie tradycja ustna, do której zaczęto się odwoływać z nową siłą w procesie odrodzenia kulturalnego, nakłada na Pinedę pewne konkretne obowiązki. Powinien chociażby służyć radą parom oraz ludziom młodym. Dodać można że, jako królowi społeczności, składa mu się specjalny hołd w niedzielę wielkanocną, po zakończeniu mszy świętej.
Mimo tego nie należy zapominać o politycznym wymiarze funkcji Pinedy. Nawet jeśli funkcja ta nie jest stanowiskiem, które odrywałoby go od codziennego, dość zwyczajnego życia. Jego szczególny status przyznany mu przez macierzystą społeczność niesie ze sobą oczekiwanie podtrzymywania kontaktów z boliwijskimi władzami państwowymi, szczególnie w kontekście wywalczonego niedawno oficjalnego uznania Afroboliwijczyków jako odrębnego ludu, czy też grupy etnicznej. W tym sensie Pineda, a raczej tron na którym zasiada, jest istotnym instrumentem pozwalającym Afroboliwijczykom na znalezienie sobie należytego miejsca w zmieniającym się socjopolitycznym krajobrazie Boliwii. Pozwala też na zmierzenie się ze zbiorową pamięcią niewolnictwa oraz pokazuje, że Afroboliwijczycy byli nie tylko przedmiotem historii podlegającym działaniu sił obcych, ale również podmiotem aktywnie współtworzącym swe dzieje.

### Życie prywatne
Urodził się w Mururacie, w prowincji Nor Yungas wchodzącej w skład departamentu La Paz. Wcześnie stracił ojca, wychowywany był przez dziadka. Związał się zawodowo z rolnictwem, utrzymując się głównie z uprawy koki, kawy oraz cytrusów. Jest także właścicielem sklepu spożywczego. Wywodzi się z niewielkiej społeczności o korzeniach afrykańskich, będącej potomkami sprowadzanych na terytorium współczesnej Boliwii czarnoskórych niewolników. W 1963 poślubił Angélicę Larreę. Małżeństwo nie doczekało się własnych dzieci, adoptowało wszelako siostrzeńca Pinedy, Rolanda, który uznawany jest za następcę tronu królestwa.

## Obecność w świadomości afroboliwijskiej
Pinedę łączy szczególna więź z macierzystą społecznością, co zostało odnotowane przez badaczy. Jednocześnie osoba monarchy jest obiektem krytyki stosunkowo często, zwłaszcza wśród Afroboliwijczyków zamieszkujących poza Mururatą, w innych miasteczkach czy miejscowościach. Osobowość króla budzi niekiedy niechęć, zarzuca mu się na przykład, że jest nazbyt skryty. Niektórzy czarnoskórzy mieszkańcy Boliwii mają zaledwie nikłe pojęcie tak o władcy, jak i o kierowanej przezeń instytucji. Inni z kolei dowiedzieli się o nim dopiero na skutek rozgłosu medialnego, wywołanego chociażby przez koronacje.

## Obecność w kulturze
Postać Pinedy, jak również reprezentowana przezeń instytucja wzbudzają znaczne zainteresowanie medialne. Afroboliwijski monarcha jest bohaterem filmu dokumentalnego „El rey negro” (2018) w reżyserii Paoli Gosalvez, koprodukcji hiszpańsko-boliwijskiej.